# Diimida
La diimida, també anomenada diazè o diimina, és un compost que té per fórmula (NH)₂. Té dos isòmers geomètrics, E (trans) i Z (cis). El terme diazè és més comú per als derivats orgànics de la diimida. Així, l'azobenzè és un exemple d'un compost orgànic de diazè.

## Síntesi
La ruta tradicional que porta a la diimida implica l'oxidació d'hidrazina amb peròxid d'hidrogen o aire. Alternativament es pot formar diimida per descarboxilació d'àcid azodicarboxílic:
(NCOOH)₂ → (NH)₂ + 2 CO₂
La diimida també pot ser amb generada de forma eficient per eliminació de sulfonohidrazides fent servir una base adequada. Per exemple, la 2,4,6-triisopropilbenzenosulfonohidrazida elimina diimida si es tracta amb bicarbonat de sodi.
Donada la seva inestabilitat, la diimide es genera i fa servir "in situ". Es genera una barreja d'ambdós isòmers, el cis (Z-) i el trans (E-). Ambdós isòmers són inestables, i experimenten una lenta interconversió. L'isòmer trans és més estable, però el cis és el que reacciona amb substrats insaturats, de tal forma que l'equilibri entre els dos isòmers és desplaçat cap al cis pel Principi de Le Chatelier. Alguns procediments demanen l'addició d'àcids carboxílics, els quals catalitzen la isomerització cis–trans. La diimida es descompisa fàcilment. Fins i tot a temperatures baixes, l'isòmer trans, més estable, experimenta diverses reaccions de desproporció, formant sobretot hidrazina i gas nitrogen:
2 HN=NH → H₂N–NH₂ + N₂
A causa d'aquesta reacció de descomposició que hi està en competència, les reduccions amb diimida exigeixen un gran excès del reactiu precursor.

## Aplicacions a la síntesi orgànica
La diimida és útil a vegades com a reactiu en síntesi orgànica. Hidrogena alquens i alquins amb lliurament selectiu de l'hidrogen d'un cantó del substrat, que resulta en la mateixa estereoselectivitat que la l'addició syn d'H₂ catalitzada per metalls. L'únic coproducte que s'allibera és gas nitrogen. Tot i que el mètode és feixuc, l'ús de diimida evita la necessitat de grans pressions de gas hidrogen i de catalitzadors metàl·lics, que poden ser cars. El mecanisme d'hidrogenació implica un estat de transició amb un anell de sis membres, C₂H₂N₂:

### Selectivitat
La diimida té avantatges perquè redueix selectivament alquens i alquins, i també perquè no reacciona davant molt de grups funcjionals que interferirien amb una hidrogenació catalítica normal. Així doncs, els peròxids, els halurs d'alquil i els tiols són tolerats per la diimida, mentre que aquests mateixos grups serien degradats per catalitzadors metàl·lics. Aquest reactiu redueix de forma preferent alquins i alquens no bloquejats o tensionats cap als corresponens alquens i alcans, respectivament

## Relacionat
S'ha calculat que la forma dicatiònica de la diimida, HNNH2+ (dinitrogen diprotonat), té l'enllaç químic conegut més fort. Aquest ió pot ser pensat també com una molècula de nitrogen doblement protonada. L'ordre d'enllaç relatiu (RBSO) és 3.38. En canvi, les molècules FNNH2+ i FNNF2+ tenen ordres d'enllaç una mica més baixos.